# Krystyna Falińska
Krystyna Falińska (ur. 5 sierpnia 1932 w Częstochowie) – polska uczona, specjalizująca się w botanice i ekologii roślin, pisarka. Profesor nauk przyrodniczych, wieloletnia badaczka Puszczy Białowieskiej.

## Życiorys
Urodziła się 5 sierpnia 1932 roku w Częstochowie. Uczęszczała na studia na Wydziale Przyrodniczym w Wyższej Szkole Pedagogicznej w Łodzi, które ukończyła w 1969 roku.
Pracowała na Uniwersytecie Warszawskim, stale współpracując z Białowieską Stacją Geobotaniczną UW, w której organizowała i prowadziła zajęcia terenowe dla studentów. Stopień naukowy doktora uzyskała w 1969, a habilitację w 1973 roku. Przez wiele lat zawodowo związana z Instytutem Botaniki im. Władysława Szafera PAN. W latach 1980–1991 pracowała w Zakładzie Ekologii i Geografii Roślin Instytutu. Profesorem nadzwyczajnym została w 1988 r., a w 1992 r. otrzymała tytuł profesora zwyczajnego. W latach 1991–2002 zatrudniona w Zakładzie Ekologii. W 2002 roku przeszła na emeryturę.
Jej mężem był Janusz Bogdan Faliński (1934–2004), ekolog, fitosocjolog, profesor Uniwersytetu Warszawskiego. Mieli dwoje dzieci, córkę i syna Jarosława.

## Działalność naukowa
Prowadziła badania nad rytmiką sezonową zbiorowisk leśnych oraz biologią i ekologią populacji roślin w procesie sukcesji. Poruszana przez nią tematyka badawcza dotyczyła także roli banku nasion w dynamice roślinności i metodyki ich badań oraz ekologii gatunków klonalnych. W Instytucie Botaniki PAN rozwinęła na szerszą skalę badania populacyjne, korzystając z Białowieskiej Stacji Geobotanicznej Uniwersytetu Warszawskiego jako zaplecza do ich prowadzenia. Dzięki temu możliwe było długoterminowe badanie stałych powierzchni leśnych i łąkowych, między innymi łąk nad Narewką. Obserwacje te pozwoliły na poznanie biologii i ekologii występujących tam populacji gatunków wieloletnich, w tym gatunków klonalnych. Serie badawcze z ponad 30 lat obserwacji doprowadziły do lepszego zrozumienia mechanizmów sukcesji zbiorowisk i roli, jaką odgrywa bank nasion w dynamice roślinności. Jej publikacje i podręczniki będące efektem tych badań są jednymi z najczęściej cytowanych prac Zakładu Ekologii IB PAN, zdobyły znaczące miejsce na arenie międzynarodowej i zostały kilkakrotnie nagrodzone. Do najważniejszych należą: Osobnik, populacja, fitocenoza (1990), Plant demography and vegetation succesion (1991) i Ekologia roślin (1997). Artykuły publikowała w czasopismach takich jak: „Ekologia Polska”, „Acta Societatis Botanicorum Poloniae”, „Fragmenta Floristica et Geobotanica”, „Wiadomości Botaniczne” oraz „Wiadomości Ekologiczne”.
Do jej profesorów należał Władysław Matuszkiewicz. 
Oprócz prowadzenia wieloletnich badań Puszczy Białowieskiej uczestniczyła także w międzynarodowych badaniach geobotanicznych we Włoszech oraz w tajdze syberyjskiej.

### Członkostwo
Członkini Rady Naukowej Instytutu Botaniki im. Władysława Szafera Polskiej Akademii Nauk. Członkini Komitetu Botaniki i Komitetu Ekologii Wydziału Nauk Biologicznych i Rolniczych, później Nauk Biologicznych, Polskiej Akademii Nauk.

### Nagrody i odznaczenia
Laureatka Medalu im. Władysława Szafera przyznanego przez Polskie Towarzystwo Botaniczne w 1995 roku za wybitne osiągnięcia naukowe w dziedzinie botaniki. W 2001 roku za zasługi w upowszechnianiu wiedzy botanicznej i ochrony przyrody otrzymała wraz z mężem prof. Januszem Bogdanem Falińskim i synem Jarosławem J. Falińskim Medal im. Profesora Bolesława Hryniewieckiego, przyznawany przez PTB. Wyróżniona nagrodami Ministra Edukacji Narodowej, Rektora Uniwersytetu Warszawskiego i Sekretarza Polskiej Akademii Nauk. W 1998 r. za książkę Ekologia roślin (1997) została wyróżniona w dziedzinie ekologii przez Wydział II Nauk biologicznych PAN.

## Wybrane publikacje
Autorka publikacji naukowych, podręczników akademickich oraz beletrystyki.

### Publikacje naukowe i popularnonaukowe
- Krystyna Falińska, Wycieczki przyrodnicze po puszczy białowieskiej, 1970. Brak numerów stron w książce
- Janusz Bogdan Faliński, Krystyna Falińska, Vegetation dynamics in temperate lowland primeval forests, Dr W. Junk Publishers, 1986. Brak numerów stron w książce
- Krystyna Falińska, Przewodnik do badań biologii populacji roślin, Wydawnictwo Naukowe PWN, ISBN 978-83-01-21769-3. Brak numerów stron w książce
- Krystyna Falińska, Osobnik, populacja, fitocenoza, Wydawnictwo Naukowe PWN, 1990, ISBN 83-01-09527-X. Brak numerów stron w książce
- Krystyna Falińska, Plant demography in vegetation succesion, Kluwer Academic Publishers, 1991, ISBN 978-94-010-5441-6. Brak numerów stron w książce
- Krystyna Falińska, Ekologia roślin, Wydawnictwo Naukowe PWN, 1997. Brak numerów stron w książce
- Krystyna Falińska, Puszcza Białowieska: Zielonym szlakiem, Wydawnictwo Łuk, 1999. Brak numerów stron w książce

### Literatura piękna
- Krystyna Falińska, Byłam białą różą, Warszawa: Rozpisani.pl, 2010, ISBN 978-83-7722-086-3. Brak numerów stron w książce
- Krystyna Falińska, Dogonić szczęście, Warszawa: Novae Res, 2014, ISBN 978-83-939836-8-1. Brak numerów stron w książce
- Krystyna Falińska, Sekrety Pani Profesor, Warszawa: Rozpisani.pl, 2016, ISBN 978-83-939836-0-5. Brak numerów stron w książce